# Bimini Insula
La Bimini Insula è una struttura geologica della superficie di Titano.